# Dragan Milosavljević
Dragan Milosavljević (serbisch-kyrillisch Драган Милосављевић; * 11. Mai 1989 in Kruševac, SFR Jugoslawien) ist ein serbischer Basketballspieler. Der serbische Nationalspieler spielte bis 2015 in seiner Heimat, wo er mit dem vormaligen Serienmeister KK Partizan Belgrad vier Meisterschaften, wobei er 2013 als Most Valuable Player (MVP) der Finalserie ausgezeichnet wurde, und zwei nationale Pokaltitel gewann. Bei der EM-Endrunde 2015 war Milosavljević erstmals auch in einem Endrundenkader der Herren vertreten, anschließend wechselte er zu Alba Berlin in die höchste deutsche Spielklasse Basketball-Bundesliga.

## Karriere
Milosavljević begann seine Karriere bei seinem Stammverein Napredak Rubin in seiner Geburtsstadt, mit dem er nach Platzierungen zunächst im unteren Tabellendrittel der Vorrunde der serbischen Liga zuletzt 2009 nur knapp den Einzug in die Meisterschaftsrunde der acht besten Mannschaften verpasste. Mit der serbischen Juniorenauswahl gewann er 2009 bei der EM-Endrunde auf Rhodos zwar knapp mit zwei Punkten Unterschied gegen die deutsche Auswahl mit seinem späteren Berliner Mannschaftskameraden Jonas Wohlfarth-Bottermann, aber nach Niederlagen unter anderem gegen Kroatien und Montenegro belegte die serbische Auswahl auf dem elften Platz eine für ihre Ansprüche eher dürftige Platzierung. Anschließend wechselte er innerhalb Serbiens zum ambitionierteren Liga-Vorrundensieger, der aus Vršac auch wegen der erstmaligen Teilnahme an der supranationalen Adriatischen Basketballliga (ABA-Liga) als KK Radnički nach Kragujevac umgezogen war. Bei der Premiere in der ABA-Liga 2009/10 erreichte die Mannschaft den elften und viertletzten Platz und qualifizierte sich als Dritter der Meisterschaftsrunde, für die man als ABA-Liga-Teilnehmer direkt qualifiziert war, für die Play-offs der serbischen Meisterschaft. In der Halbfinalserie unterlag man hier dem früheren Lokalrivalen KK Hemofarm Vršac.
Für die Saison 2010/11 wurde Milosavljević vom dominierenden serbischen Meister Partizan in die Hauptstadt Belgrad geholt, der auch aus finanziellen Erwägungen unter dem neuen Cheftrainer Vlada Jovanović wieder verstärkt jüngere Nachwuchstalente in seinen Kader einbauen musste. Im höchstrangigen europäischen Vereinswettbewerb EuroLeague 2010/11 qualifizierte die Mannschaft sich für die Zwischenrunde der 16 besten Mannschaften, in der man jedoch nur noch das bedeutungslos gewordene letzte Gruppenspiel bei Efes Pilsen Istanbul gewann. In der ABA-Liga und in nationaler Meisterschaft und Pokalwettbewerb konnte die Mannschaft alle drei Titel verteidigen. Als Partizan-Spieler konnte sich Milosavljević auch in den erweiterten Nationalkader der serbischen Herrenauswahl spielen, für die er bei der Olympia-Generalprobe in London 2011 auch bei einem Turnier in zwei von fünf Spielen eingesetzt wurde. In der folgenden Saison bekam Partizan im Frontcourt Probleme nach dem Abgang von Jan Veselý und der Rückkehr von Nikola Peković nach Ende des Lockouts jeweils in die NBA. So reichte es weder zur Qualifikation zur Zwischenrunde der Euroleague noch zur Titelverteidigung in der ABA-Liga, die Gastmannschaft Maccabi Tel Aviv gewann. Auf nationaler Ebene konnte die Mannschaft mit unter anderem Miroslav Raduljica, der zuvor 2011 mit Alba Berlin deutscher Vizemeister geworden war, jedoch die Konkurrenz vorerst weiter hin sich lassen und das nationale Double verteidigen. In der folgenden Saison verlor eine weiter verjüngte Mannschaft unter Trainer-Rückkehrer Duško Vujošević das entscheidende letzte Gruppenspiel um den Einzug in die Zwischenrunde der EuroLeague 2012/13 erst nach Verlängerung gegen den deutschen Meister Brose Baskets.  In der ABA-Liga 2012/13 ohne Titelträger Maccabi konnte man sich als Hauptrundenvierter beim Final-Four-Turnier den Titel zurückholen und gewann auch die Finalserie der Meisterschaft gegen den Lokalrivalen KK Roter Stern Belgrad, nach der Milosavljević zum Most Valuable Player (MVP) ernannt wurde. Nach der Niederlage im Pokalfinale gegen den gleichen Gegner, bei der Partizan den sechsten Double-Erfolg in Serie verpasste, deutete sich jedoch an, dass mit Roter Stern dem Serienmeister auch auf nationaler Ebene wieder ein ernsthafter Konkurrent erwachsen war.
Nach dem Abgang des gleichaltrigen Mannschaftskameraden Vladimir Lučić, mit dem Milosavljević bereits in der Juniorenauswahl zusammengespielt hatte und der jetzt wie viele seiner Kollegen zuvor ins Ausland wechselte, gehörte Milosavljević in der Saison 2013/14 bereits zu den ältesten Spielern im Kader von Partizan und wurde zum Mannschaftskapitän ernannt. So führte er seine Mannschaft zunächst erfolgreich an und erzielte am zweiten Spieltag der EuroLeague 2013/14 mit 26 Punkten seinen bis dahin persönlichen Bestwert in einem Spiel eines kontinentaleuropäischen Vereinswettbewerbs beim 73:43-Kantersieg über den französischen Meister JSF Nanterre, der am Ende der Vorrunde dank des besseren direkten Vergleichs die Qualifikation für die Zwischenrunde entschied. In dieser zweiten Gruppenphase reichte es in erweiterten Gruppen für Partizan jedoch nur zu vier Siegen in 14 Spielen, darunter ein Heimsieg gegen den deutschen Vertreter FC Bayern München, nachdem sich Milosavljević bereits im Januar einen Kreuzbandriss zugezogen hatte und verletzt bis zum Ende der Saison ausfiel. Nachdem der Titel in der ABA-Liga im Halbfinale verloren wurde, konnte die Mannschaft den Meistertitel gegen den erneuten Pokalsieger Roter Stern nur dank eines furios aufspielenden Bogdan Bogdanović verteidigen, der jedoch anschließend ebenfalls ins Ausland wechselte. Ein möglicher Wechsel ins Ausland zerschlug sich für Milosavljević, der sein Comeback nach der Verletzung auch lieber in seiner Heimat versuchen wollte. Nach der verpassten Finalteilnahme in der ABA-Liga spielte Partizan im Eurocup 2014/15, in dem die Mannschaft nach nur drei Siegen in zehn Spielen nach der Vorrunde ausschied. Im Halbfinale der ABA-Liga und des nationalen Pokalwettbewerbs verlor man gegen den Erzrivalen Roter Stern, der auch die Finalserie der Meisterschaft ohne Niederlage gegen Partizan gewann. Neben Mannschaftskamerad Milan Mačvan verließ nun auch Kapitän Milosavljević den finanziell strauchelnden Verein, der von 2002 bis 2014 13 nationale Meisterschaften in Serie gewonnen hatte, und wechselte zum Erstligisten Alba Berlin in die deutsche Hauptstadt.
Im Sommer 2015 war Milosavljević nun auch im serbischen Herren-Kader bei einem offiziellen Endrundenturnier vertreten. Die Gruppenphase zum Auftakt der EM-Endrunde 2015 gewann Serbien ohne Niederlage an Milosavljević’ neuer Berliner Heimspielstätte Mercedes-Benz Arena. Bis auf den knappen Erfolg gegen Gastgeber Deutschland kam Milosavljević dabei in jedem Spiel zum Einsatz, meist aber nur wenige Minuten. Bei der Finalrunde im K.-o.-System in Lille verpasste Vizeweltmeister Serbien nach der Niederlage im „kleinen Finale“ gegen Gastgeber und EM-Titelverteidiger Frankreich einen Medaillengewinn. Aufgrund der Endrundenteilnahme hatte Milosavljević praktisch keine Saisonvorbereitung mit seiner Vereinsmannschaft für die zehn Tage später beginnende Basketball-Bundesliga 2015/16. Trotzdem gelang ein guter Saisonstart und im Eurocup 2015/16 wurde Milosavljević auf Basis seiner Effektivität bereits am zweiten Spieltag zum „Spieler der Woche“ ernannt. Zur Saison 2017/18 wechselte Milosavljević in die spanische ACB zu Unicaja Málaga.